# Agustín Fernández Gamboa Fernández de Arroyabe
Agustín Fernández Gamboa Fernández de Arroyabe (Nanclares de Gamboa, Àlaba, 28 d'agost de 1789 - Madrid, 10 d'abril de 1850) va ser un polític, diplomàtic, alt funcionari de l'Estat i militar espanyol.

## Biografia
Va iniciar la seva marxa en l'exèrcit en 1808 lluitant com a soldat distingit en la guerra del francès en el Regiment de Granaders de Cavalleria, arribant fins a tinent en 1816, moment en el qual va acabar la seva carrera militar. En l'exèrcit va conèixer i va travar amistat amb Juan Álvarez Mendizábal, la qual cosa va ser determinant en la seva posterior carrera política. Va participar en la Societat Patriòtica de Sevilla i es va unir a al moviment liberal contra Ferran VII. Amb la caiguda dels liberals en 1823 es va exiliar en el Regne Unit i va estar en França, temps en el qual va ser sotmès a judici en rebel·lia a Sevilla i condemnat a mort en 1826. Amb la defunció de Ferran VII d'Espanya va ser rehabilitat,
Es va incorporar a l'administració de l'Estat en el departament de Tresoreria del Ministeri de la Guerra a Sevilla. Després, durant la minoria d'edat d'Isabel II va ser Cònsol d'Espanya a Baiona (1836), duent a terme accions diplomàtiques encaminades a evitar l'aprovisionament dels carlins en sòl francès durant la Primera Guerra Carlina. Es va incorporar en la regència de Espartero com a ministre d'Hisenda en el primer gabinet del general fins a 1841. Va ser diputat per Navarra en 1841 i 1843, Director General de Duanes (1841-1843), i fou nomenat senador vitalici per Isabel II en 1847. Va ser també President interí de la Junta de Govern del Banco de Fomento y Ultramar en 1848.

## Obres
- Breve examen de los decretos de 6 de agosto de 1842 y 24 enero de 1843, y manifestación del cumplimiento dado al de 15 de septiembre de 1841.